# Valkealampi (sjö i Joutsa, Mellersta Finland)
Valkealampi är en sjö i kommunen Joutsa i landskapet Mellersta Finland i Finland. Sjön ligger 96,1 meter över havet. Arean är 76 hektar och strandlinjen är 5,17 kilometer lång. Sjön  ingår i Kymmene älvs huvudavrinningsområde.   Den ligger omkring 64 kilometer söder om Jyväskylä och omkring 180 kilometer norr om Helsingfors. 
I sjön finns ön Pynnölänsaari. 